# Asr (Gebet)

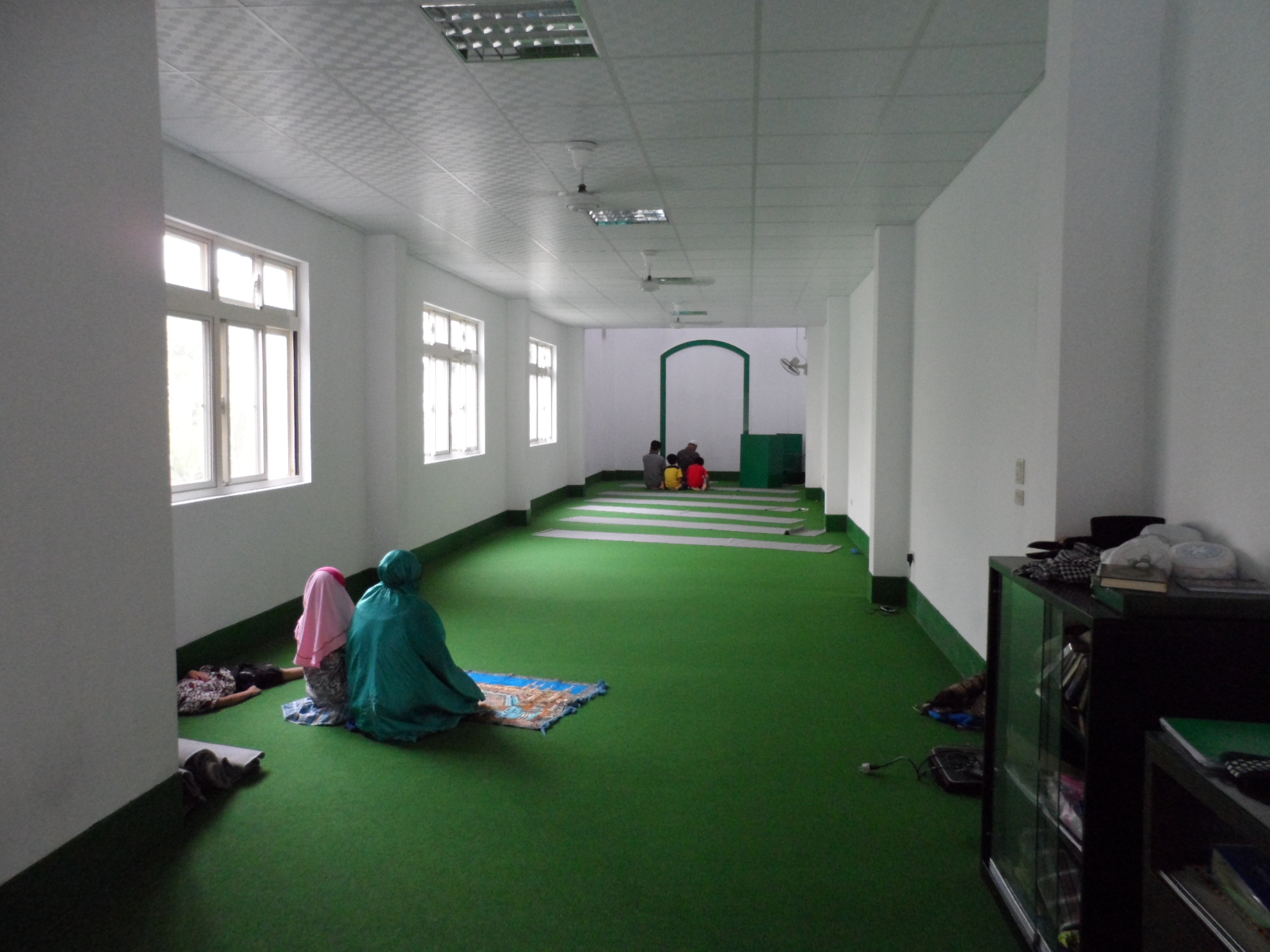
ʿAsr-Gebet in der at-Taqwa-Moschee in der Republik China (Taiwan)

ʿAsr (arabisch عصر, DMG ʿAṣr) ist das muslimische Nachmittagsgebet und eines der fünf im Islam obligatorischen Gebete während eines Tages.

## Gebetszeit
Die Zeit für das ʿAsr-Gebet beginnt, wenn die Zeit für Zuhr endet.
Allerdings wird die Anfangszeit des ʿAsr-Gebets von den verschiedenen Rechtsschulen unterschiedlich angegeben. Nach Ansicht der Schafiiten, Malikiten und Hanbaliten ist der Anfang der Zeit für das Nachmittagsgebet dann gekommen, wenn der Schatten (s) eines senkrechten Gegenstandes um die Länge (l) des Gegenstandes größer ist als zu Mittag, wenn also s = s0 + l. Nach Ansicht der Hanafiten dagegen beginnt das ʿAsr-Gebet erst dann, wenn der Schatten (s) des Gegenstandes denselben zu Mittag um die doppelte Länge (2 l) des Gegenstandes übertrifft, wenn also s = s0 + 2 l. Die Zeit des ʿAsr-Gebets endet mit dem Sonnenuntergang.
Jedoch ist der grobe Zeitpunkt, wenn die Länge des Schattens eines Objekts der Länge des Objekts an sich entspricht. Es gibt zwei Punkte für das Ende von ʿAsr d. h.:
1. Die „bevorzugte Zeit“, welche vom Beginn der Zeit für ʿAsr andauert, bis die Sonne sich gelb färbt. Sie beruht auf dem Mohammed-Zitat „Die bevorzugte Zeit für ʿAsr andauert, bis die Sonne sich gelb färbt.“ (Sahih Muslim, Hadith Nr. 1275/Nr. 612) Diese Zeit ist anhand der Uhr zu bestimmen und ist abhängig von der Jahreszeit.
2. Die „Zeit der Notwendigkeit“, welche dann beginnt, wenn die Sonne sich gelb färbt, bis zum Sonnenuntergang. Sie beruht auf dem Mohammed-Zitat „Wer eine Rakah von ʿAsr erreicht, bevor die Sonne untergeht, hat ʿAsr erreicht.“ (Sahih Bukhari Nr. 579; Muslim Nr. 608)

## Zusammensetzung
Das ʿAsr-Gebet setzt sich zusammen aus vier Rakʿa Sunna und vier Rakʿat Fard, d. h. vier Rakʿat verrichtete Mohammed vor dem ʿAsr-Gebet, also sind diese die Sunna. In Gemeinschaft gebetet erfolgt die Koranrezitation während des Gebets wie beim Zuhr-Gebet leise.
Wenn aus irgendeinem Grund die Rakʿa Sunna nicht verrichtet werden, entfallen diese, aber die vier Rakʿa Fardh sind obligatorisch und müssen verrichtet werden.
Auf Reisen entfallen die Rakʿa Sunna.
Außerdem gibt es noch die Möglichkeit auf einer längeren Reise das ʿAsr-Gebet um die Hälfte, also auf zwei Rakʿa,  zu kürzen, ebenso wie das Zuhr-Gebet und das Ischa-Gebet.

## Erwähnung in der Literatur
Bei Karl May in Die Sklavenkarawane:

„»Haï es sala« – rief der fromme Schech el dschemali, der Anführer der Karawane – »auf zum Gebete! El Asr ist da, die Zeit der Kniebeugung, drei Stunden nach Mittag!«“